# Casa consistorial d'El Toro
La Casa consistorial d'El Toro, en la comarca de l'Alt Palància, País Valencià, és una construcció civil de finals de l'Edat Mitjana i principis del Renaixement que combina la representació i funcions dels nous poders civils, la casa de la vila o ajuntament, al costat d'un espai, la llotja, destinat a albergar una activitat en auge: el comerç.

## Descripció
Es tracta d'un edifici construït en 1576 amb un únic volum de tres plantes. En la planta baixa que hi recau a la plaça se situa la llotja encastada i alineada amb el carrer, juntament amb un almodí de grans dimensions i una presó. En les dues plantes superiors es troben el saló de sessions, juntament amb la resta de dependències municipals.
En la façana principal, d'influència classicista, destaquen tres arcs escarsers dovellats suportats sobre columnes de fust tronco-cònic. Les finestres són d'arc de llinda, estant compostes ordenadament i simètrica. L'entrada a la planta primera o noble de l'Ajuntament, coberta per un porxo amb grans bancs de pedra als costats, es realitza des de la plaça on es troba el temple. Des d'aquesta sala s'accedeix al saló de sessions, en el qual hi destaquen dues grans columnes de carreu, on donen suport dues grans bigues de fusta, i la resta de dependències municipals.
Constructivament l'edifici està format per pòrtics plans a força de murs de càrrega de maçoneria esquerdejada. Els forjats són plans amb biguetes de fusta i revoltó. L'almodí, igual que la sala, es cobrix amb pilars octogonals de pedra que suporten jàsseres de fusta per a recolzar-hi el forjat. La presó es cobreix amb voltes. L'almodí o banc de llauradors va estar en funcions fins a les primeres dècades del segle xx.
La sala d'actes o juntes manté l'ús primigeni i l'espai destinat a calabossos, es va utilitzar fins a la guerra civil de 1936. En els seus soterranis cap destacar un passadís que comunica la casa consistorial amb l'església de la Verge dels Àngels.
1. ↑  URL de la referència: https://eduwp.edu.gva.es/patrimonio-cultural/ficha-inmueble.php?id=2363. Data de consulta: 29 octubre 2024.